# Hont (Slowakei)
Hont ist der Name einer historischen Landschaft in der Slowakei.

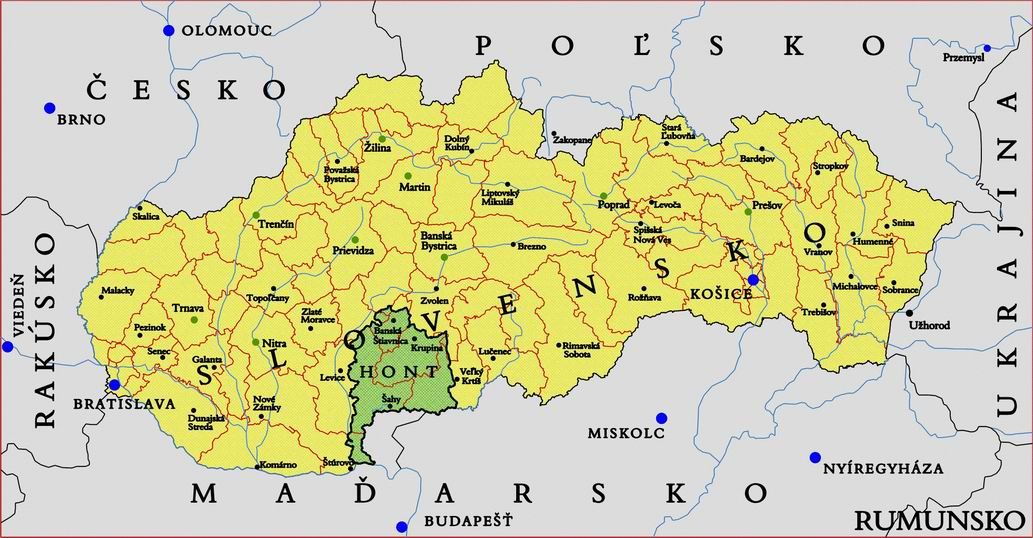
Lage von Hont in der heutigen Slowakei

Das Gebiet liegt in der Südslowakei und ist zwischen dem Nitriansky kraj und dem Banskobystrický kraj aufgeteilt. Der ungarische Name „Hont“ wird jetzt als inoffizielle Bezeichnung für dieses Gebiet verwendet, insgesamt gehört es zur offiziellen Tourismusregion Poiplie. Der Name selbst leitet sich von der ehemaligen Burg Hont (im heutigen Ungarn an der Grenze zur Slowakei südöstlich von Šahy gelegen) ab. Zusammen mit der südlich im heutigen Ungarn gelegenen Region, die ebenfalls Hont genannt wird, bildete sie bis 1918 das ungarische Komitat Hont.